# Tappi Tíkarrass
Tappi Tíkarrass was een IJslandse punkband die ook elementen gebruikte uit de funk, disco en jazz. De band was actief in de periode 1981-1983 en wordt beschouwd als het eerste serieuze muziekproject van Björk Guðmundsdóttir.

## Discografie
EP:

- 1982 - Bítið Fast í Vítið (Spor)

Album:

- 1983 - Miranda (Gramm)